# تاتسوهیرو یونمیتسو
تاتسوهیرو یونه‌میتسو (به ژاپنی: 米満 達弘) (زاده ۵ اوت ۱۹۸۶) کشتی‌گیر پیشین ژاپنی در دستهٔ ۶۶ کیلوگرم کشتی آزاد است. او برنده مدال طلای المپیک ۲۰۱۲ لندن است که با شکست سوشیل کومار از هند در فینال به مقام قهرمانی رسید.
یونمیتسو همچنین دارنده مدال طلای بازی‌های آسیایی ۲۰۱۰ و نایب‌قهرمان مسابقات قهرمانی کشتی جهان در سال ۲۰۱۱ است.